# Vildmark
För andra betydelser, se Vildmark (olika betydelser).

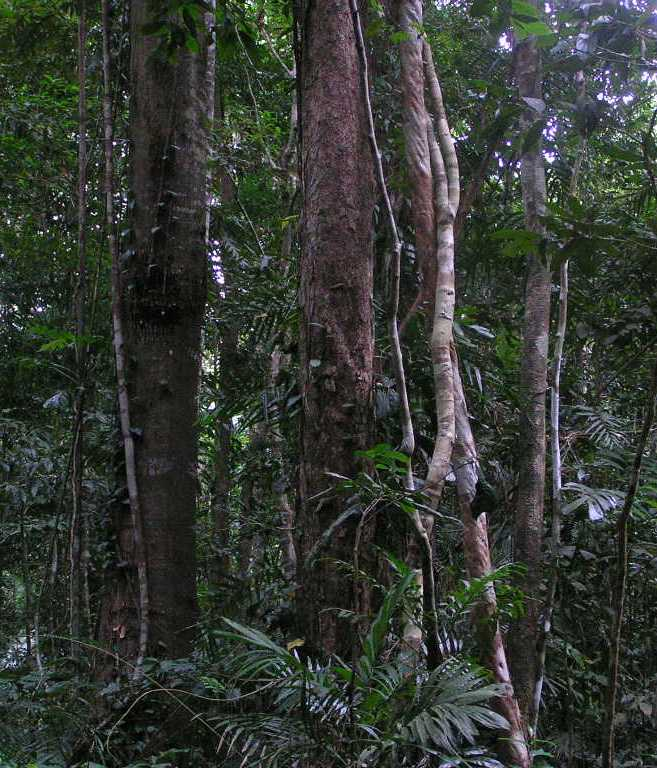
Daintree regnskog, ett vildmarksområde i Queensland, Australien.

Vildmark är ett större område, oftast landområde, som är förhållandevis lite påverkat av människan. I strikt mening finns idag få vildmarker. I stället brukar "icke utvecklade landskap i huvudsak formade av naturens krafter" räknas som vildmark.
Utifrån denna definition räknas en tredjedel av jordens landyta som vildmark. Av dessa finns 41 procent i Arktis och Antarktis och 20 procent i tempererade regioner. I fallande ordning är tundra, öken, halvöken och taiga  de vanligaste typerna av vildmark. Även savann- och regnskogsområden kan innehålla stora arealer vildmark. 
Vildmarker är oftast obebodda, men även områden bebodda av urfolk kallas ibland för vildmark. Vissa vildmarksområden är eftertraktade turistmål.